# Negrești (Neamț)
Negrești es una comuna ubicada en el distrito de Neamț, Rumania.

## Superficie
Posee una superficie de 34,93 kilómetros cuadrados.

## Demografía
Hasta 2021 la población era de 1660 habitantes, con una densidad de población de 47,52 habitantes por kilómetro cuadrado.